# Serge Raynaud de la Ferrière
Serge Raynaud de la Ferriere (SRF) (1916-1962) est un astrologue, président d'un « institut de cosmobiologie ». Il quitte Paris en 1947 avec son épouse et quelques disciples pour l'Amérique du sud où il fonde un « ordre du verseau ». La Grande Fraternité Universelle qu'il fonde la même année combine des considérations astrologiques sur l'« ère du verseau » avec des enseignements prétendument « précolombiens ». Présenté par ses disciples comme «l'un des grands instructeurs de l'Humanité », Raynaud est parvenu rassembler des disciples suffisamment convaincus pour faire de sa Grande Fraternité Universelle un mouvement actif dans plusieurs pays, principalement en Amérique du sud et en Amérique centrale.